# Aeroporto de Forquilhinha
O Aeroporto de Forquilhinha - Diomício Freitas (IATA: CCM, ICAO: SSIM) é um aeródromo público brasileiro, localizado no município de Forquilhinha, em Santa Catarina. Além de servir a região carbonífera, serve a Região Sul do Estado. Seu nome é uma homenagem a um empresário e político catarinense.
De março de 2006 até 2016 o aeroporto foi administrado pela estatal Infraero, que firmou convênio com o governo do estado de Santa Catarina para prestação de serviços de administração, operação, exploração, manutenção e desenvolvimento da sua infraestrutura.
Atualmente é administrado pela Controle de espaço Aéreo, Aeroportos e capacitação Ltda. (INFRACEA). 
O governo do estado liberou 8 milhões de reais para obras de ampliação da pista e construção de um novo pátio de manobras, investimento necessários para que o aeroporto possa operar com aeronaves de grande porte.
O terminal de passageiros do aeroporto tem 529,54 m², sala de embarque com 84 m², área de desembarque de 27,5 m², área de fila para check-in 30 m², saguão público com 178 m², oito hangares para aeronaves, um posto de abastecimento de aeronaves, edificação de 12 m² para administração e uma casa de força.
Em 16 de Julho de 2020, a INFRACEA assumiu a administração, operação e manutenção do aeroporto, por meio de processo licitatório.

## Companhias aéreas e destinos
No momento nenhuma Cia Aérea opera no local.

## Características
- Piso: A
- Sinalização: S
- Terminal de passageiros: 529,54 m²
- Pista: 1.488 x 30 m

## Fim das operações comerciais
Em setembro de 2016, a Azul Linhas Aéreas, única empresa a operar no aeroporto, anunciou a transferência de seus dois voos diários para o Aeroporto de Jaguaruna, a partir do dia 10 de novembro do mesmo ano, o que resultou no fim das operações comerciais no local. O motivo alegado é a falta de condições para a operação de aeronaves maiores, no caso o Embraer 195.